# Fényes Szabolcs
Dengelegi és csokalyi Fényes Szabolcs (Nagyvárad, 1912. április 30. – Budapest, 1986. október 12.) Erkel Ferenc-díjas magyar zeneszerző. Nevét viseli a könnyűzenei alkotótevékenységet elismerő Fényes Szabolcs-díj.

## Családja, tanulmányai
Fényes Szabolcs az 1635-ben címeres nemeslevelet kapott csokalyi Fényes család leszármazottja. Édesapja Fényes Loránd mérnök volt, aki vonzódott a művészethez, Ady Endre törzsasztalához tartozott Nagyváradon és nótaszerzéssel is foglalkozott. Dédapja Fényes Elek statisztikus, földrajzi író volt. Már tizenkét éves korában eldöntötte, hogy zeneszerző lesz és édesapja támogatta is ebbéli törekvését. A család Nagyváradról Magyarországra, a Rétságra telepedett át. Fényes Szabolcs gimnáziumi tanulmányait Balassagyarmaton folytatta. Még középiskolás korában hetente többször Budapestre utazott, hogy Siklós Albert magántanítványaként zeneszerzést tanuljon. Az érettségiig hat évfolyamot tudott befejezni.

## Pályafutása

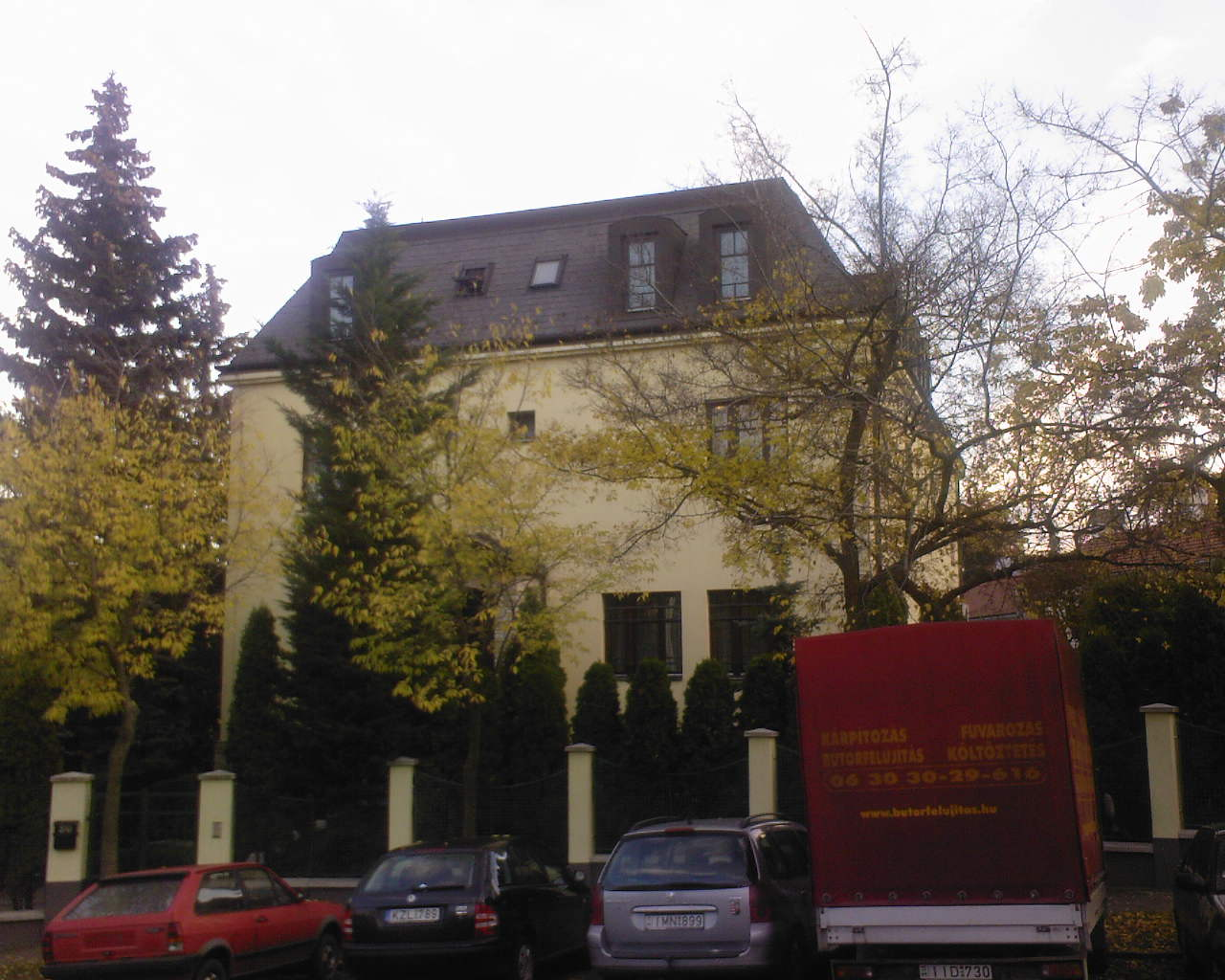
A jelentősen átalakított Fényes-villa a XII. kerületi Orbánhegyi út és Nárcisz utca sarkán. Már semmi sem emlékeztet egykori tulajdonosára, emléktábla sem.

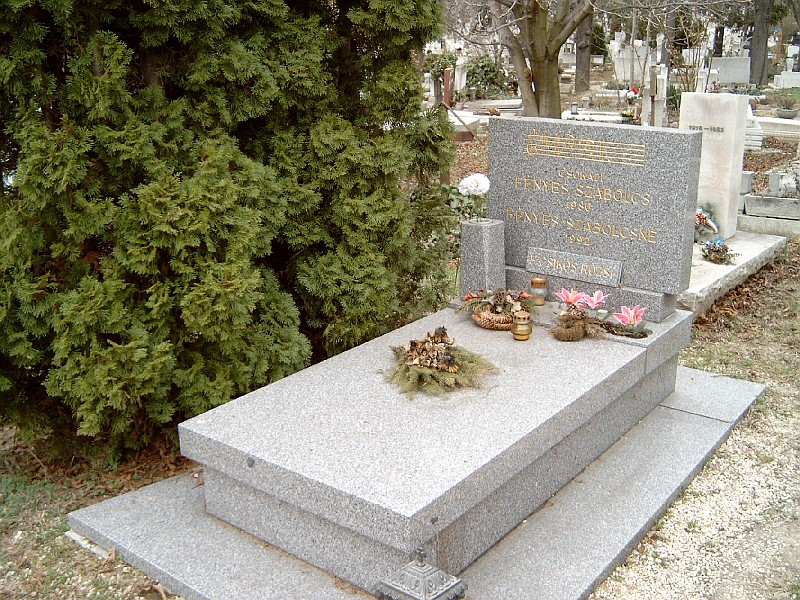
Fényes Szabolcs és felesége, Csikós Rózsi sírja Budapesten. Farkasréti temető: 25-9-19.

A nála alig tíz évvel idősebb nagynénje, Fényes Annuska híres gyermekprimadonna volt, az ő ajánlására Sebestyén Géza és Zerkovitz Béla igazgatóknak mutathatta be dalait. Már az 1925–1926-os évadban hírt adtak az újságok arról, hogy a fiatal tehetség darabját, az Aratóünnepet bemutatják, ez azonban nem valósult meg. Első dalát a Rózsavölgyi kiadó tette közzé 1927-ben, majd a következő dalát a Füst című filmben Tőkés Anna énekelte el.
Az első színházi sikert a Maya bemutatója hozta meg számára 1931-ben. Ezután Peter Fényes néven három évig Berlinben élt és alkotott. Többek között az UFA filmgyártól kapott megbízásokat, énekelte dalait Zarah Leander is. 1935-ben hazatért és számtalan színdarab, film és sláger szerzője lett. 1949-ben, valamint 1957–1960 között a Fővárosi Operettszínház igazgatója volt, s párhuzamosan a Vidám Színpad zenei vezetését is ellátta 1949–1957 között.
Itthoni sikerei mellett külföldön is elismerték dalai szépségét, így az ünnepelt operaénekes, Mario Lanza is beleszeretett dalaiba. Lemezkiadásra szerződtek vele, a dalok kiválogatása is megtörtént, azonban Mario Lanza hirtelen halála meghiúsította a lemez megjelenését.
Feleségével, Csikós Rózsival a budapesti Orbánhegyi úton lakott évtizedekig, s együtt nyugszanak a Farkasréti temetőben is. 1986. október 27-ei temetésén Lendvay Kamilló és színházi barátai, társai mondtak sírja fölött búcsúbeszédet.
Nem ismerünk olyan zeneszerzőt, akinek munkássága ilyen mértékben ívelt át korszakokon, divatokon, tudott újra és újra az aktuális trendek szerint megújulni. Két évtizeddel halála után nincs nap, hogy dalai ne csendüljenek fel valamely médiában; nincs színházi szezon darabjainak felújítása nélkül. Fényes Szabolcs nem bízta a véletlenre, a könnyen felejtő utókorra az örökké valóságot… Örök emlékét művei – 45 színpadi alkotás, 131 film, több mint 700 dal – szavatolják. Munkásságával kiérdemelte a Kossuth-díjat, melyet elismerésként utólag is megkaphatna![forrás?]
Az Orbán-hegyi út és Nárcisz utca sarkán álló, jelentősen átalakított Fényes villán és környékén semmi sem emlékeztet Fényes Szabolcsra és feleségére Csikós Rózsira. Emléktáblát sem kaptak.
Művei a 21. században is népszerűek. A Színházi adattárban regisztrált bemutatóinak száma, 1945–: 53.

## Születésének centenáriumi eseményeiből
- 2012-ben az RMDSZ javaslatára utcát neveztek el róla Nagyváradon. Ugyanott a Szigligeti Színházban ünnepi megemlékezést tartottak.
- A Budapesti Operettszínház előcsarnokában emlékkiállítást rendeztek. A megnyitón Kállai István és Körmendi Vilmos élőszóban; Makk Károly és Bacsó Péter felvételről emlékezett.
- 2012. április 27-én és 28-án az Operett Gála – Ez Hungarikum című gálaelőadáson egy külön blokkban idézték műveit.
- 2022-ben, születésének 110. évfordulója alkalmából Nagy Ibolya, Déryné-díjas operettprimadonna felkérésére egy zenés életrajzi vígjáték készült Fényes Szabolcs életéből Oda vagyok magáért... címmel. A darab írója Klemen Terézia, révkomáromi középiskolai tanár. A darabot Nagy Ibolya, Molnár Erik és Csengeri Attila játszották, rendezője Hajdú László volt.

## Művei a teljesség igénye nélkül

### Operettek, zenés játékok
| - Maya, (jazzoperett) (1931) - Hárem (1931) - Manolita (1932) - Csipetke (1933) - Mimi (1935) - Sok hűhó Emmiért (1936) - Pusztai szerenád (1939) - Az ördög nem alszik (1940) - A királynő csókja (1943) - Vén diófa (1947) - Rigó Jancsi (operett) (1947) - Két szerelem - Szombat délután (1954) - Szerencsés flótás (1955) - Csintalan csillagok (operett) | - Duna parti randevú (1957) - Majd a papa (1958) - Légy szíves Jeromos (1962) - A kutya, akit Bozzi úrnak hívtak (1976) - A csók (1968) - Florentin kalap (1979) - Bulvár (1980) - Lulu - A kinevezés - Szerdán tavasz lesz, musical (1983( - Kikapós patikárius - Szerencsés flótás - Hamupipőke - Sakk-matt (1977, Zenés TV Színház) - Osztrigás Mici (1983, Zenés TV Színház) |

### Filmzenék
- Füst
- Emmy (1934)
- Ida regénye (1934)
- Halló Budapest (1935)
- Címzett ismeretlen (1935)
- Mária nővér (1936)
- A Noszty fiú esete Tóth Marival (1937)
- Egy lány elindul (1937)
- Toprini nász (1939)
- 5 óra 40 (1939)
- Hat hét boldogság (1939)
- Sarajevo (1940)
- Lángok (1940)
- Dzsentrifészek (1941)
- Katyi (1942)
- Régi nyár (1942)
- Egy szoknya, egy nadrág (1943)
- Ragaszkodom a szerelemhez (1943)
- A 28-as (1943)
- Mágnás Miska (1948)
- Civil a pályán (1951)
- 2×2 néha 5 (1954)
- Dollárpapa (1956)
- Mese a 12 találatról (1956)
- Keserű igazság (1956)
- Csendes otthon (1957)
- Bogáncs (1958)
- Fekete szem éjszakája (1959)
- Szerelem csütörtök (1959)
- Fűre lépni szabad (1960)
- Megszállottak (1961)
- Napfény a jégen (1961)
- Nem ér a nevem (1961)
- Elveszett paradicsom (1962)
- Mici néni két élete (1962)
- Esős vasárnap (1962)
- Az aranyfej (1963)
- Hogy állunk fiatalember? (1963)
- Nyáron egyszerű (1964)
- Özvegy menyasszonyok (1964)
- A pénzcsináló (1964)
- Butaságom története (1965)
- Patyolat akció (1965)
- Szerelmes biciklisták (1965)
- Én, Strasznov Ignác, a szélhámos (1966)
- Nyár a hegyen (1967)
- Tanulmány a nőkről (1967)
- Utószezon (1967)
- A tanú (1969)
- Fuss, hogy utolérjenek! (1972)
- Circus Maximus (1980)
- Lily in Love (1984)

### Slágerei
- Balalajka sír az éjben; Tíz óra múlt; Egy kis Duna-parti bárban; Bevallom, rég tetszik maga nékem; Mindig az a perc; Jaj, a Sári; Van Budán egy kis kocsma;
- Az én rózsám vasutas; Nem nősülök soha; Budapest, Budapest te csodás; Oda vagyok magáért; Van-e szerelmesebb vallomás; Áprilisi tréfa volt;
- 2*2 néha öt; Rejtély; Melletted nincsenek hétköznapok; Összecsendül két pohár; Egy esős vasárnap délután;
- Nemcsak a húszéveseké a világ; Mindenkinek van egy álma; Papíron túl vagyok az ötvenen; Szeretni bolondulásig;
- Küldök Néked egy nápolyi dalt; Szívem ezt a dalt; Álmaimban valahol;
- Csak egy kis emlék; Fogj egy sétapálcát; Csak félig lenne meg; Hallo, Cherie;
- Táskarádió; Te szeress legalább; Félteni kell; Fehér sziklák;
- Csakhogy eljöttél szerelem;

## Szerzőtársai
- Harmath Imre (szövegíró); Mihály István; Szilágyi László
- Szenes Andor és fia, Szenes Iván
- Görgey Gábor; Békeffi István; Bacsó Péter; Szász Péter
- Romhányi József; Moldova György
- Kállai István; G. Dénes György

## Kitüntetései
- Erkel Ferenc-díj (1964)
- Érdemes művész (1972)
- Kiváló művész (1980)
- EMeRTon-díj (1986)

### A Mario Lanza – Fényes Szabolcs kapcsolatra
- Balázs Klári: Korda sztori
- Sulinet